# Oost-Saksisch voetbalkampioenschap 1925/26
In 1925/26 werd het 24ste voetbalkampioenschap van Oost-Saksen gespeeld, dat georganiseerd werd door de Midden-Duitse voetbalbond. Dresdner SC werd kampioen en plaatste voor de Midden-Duitse eindronde. De club versloeg VfL Kamenz, Konkordia Plauen, VfL 1905 Zwickau, Sportfreunde Halle en in de finale Fortuna Leipzig. Hierdoor plaatste de club zich ook voor de eindronde om de Duitse landstitel. DSC verloor in de eerste ronde van Breslauer SC 08.
Omdat de nationale eindronde uitgebreid werd mochten de vicekampioenen van Midden-Duitsland naar een aparte eindronde om kans te maken voor een tweede ticket. SpVgg versloeg Budissa Bautzen met overtuigende 0:11 cijfers en verloor dan met 4:5 van Preußen Chemnitz.

## Gauliga
| Plaats | Club                       | Wed. | W  | G | V  | Saldo  | Ptn.  |
| ------ | -------------------------- | ---- | -- | - | -- | ------ | ----- |
| 1.     | Dresdner SC                | 18   | 17 | 0 | 1  | 121:26 | 34:2  |
| 2.     | Dresdner SpVgg 05          | 18   | 11 | 1 | 6  | 51:41  | 23:13 |
| 3.     | SV Brandenburg 01 Dresden  | 18   | 11 | 0 | 7  | 52:38  | 22:14 |
| 4.     | Dresdner Fußballring       | 18   | 10 | 2 | 6  | 55:43  | 22:14 |
| 5.     | SV Guts Muts Dresden       | 18   | 10 | 0 | 8  | 58:30  | 20:16 |
| 6.     | SC Dresdensia 1898 Dresden | 18   | 7  | 2 | 9  | 39:53  | 16:20 |
| 7.     | SG 1893 Dresden            | 18   | 7  | 2 | 9  | 37:58  | 16:20 |
| 8.     | SV 06 Dresden              | 18   | 6  | 2 | 10 | 28:52  | 14:22 |
| 9.     | Radebeuler BC 08           | 18   | 3  | 2 | 13 | 31:81  | 8:28  |
| 10.    | SC 1904 Freital            | 18   | 2  | 1 | 15 | 32:82  | 3:33  |

|  | Kampioen                                     |
|  | Geplaatst voor eindronde voor vicekampioenen |
|  | Degradatie                                   |